# Dragon Quest Builders
Dragon Quest Builders (ドラゴンクエストビルダーズ アレフガルドを復活せよ?, Doragon Kuesuto Birudāzu Arefugarudo o Fukkatsu Seyo) è un videogioco GdR d'azione e sandbox a mondo aperto sviluppato e pubblicato da Square Enix e uscito nel 2016.
Il gioco è ambientato ad Alefgard, il mondo del videogioco originale di Dragon Quest, con i giocatori che controllano il Costruttore, colui che ha il compito di ricostruire il mondo dopo che è stato distrutto dai mostri.
Ad agosto 2017 è stato annunciato per PlayStation 4 e Nintendo Switch il sequel del gioco, intitolato Dragon Quest Builders 2.

## Trama
Il gioco è ambientato ad Alefgard, il mondo del primo Dragon Quest, e comincia con il finale alternativo di quest'ultimo: prima della battaglia finale il Dragonlord, signore di tutti i mostri, offrì all'Eroe la possibilità di governare metà del mondo al suo fianco, e questi accettò. Ma la proposta era un inganno: l'Eroe venne sconfitto e Alefgard fu conquistata dai mostri del Dragonlord, il quale privò l'umanità della capacità di costruire. Molto tempo dopo, la dea Rubiss risveglia dal suo lungo sonno il Costruttore, una leggendaria figura dotata del potere della costruzione, e gli affida il compito di ricostruire Alefgard e liberarla dal perfido Dragonlord.
Il gioco è diviso in quattro capitoli che corrispondono alle quattro città che deve ricostruire.
Dopo la sconfitta del boss principale di un capitolo da parte del giocatore si sbocca l'accesso ad un'altra città.

## Accoglienza
Il gioco ha venduto oltre 1,1 milioni di copie in tutto il mondo già a fine 2016.

## Sequel
Un sequel intitolato Dragon Quest Builders 2 è stato annunciato per PlayStation 4 e Nintendo Switch in Giappone il 20 dicembre 2018, e pubblicato in tutto il mondo il 12 luglio 2019.